# Benito Aizpurúa
Benito Aizpurúa fue un marino español que actuó como práctico del Río de la Plata a comienzos del siglo XIX. Sirvió eficazmente a la flota argentina durante la guerra del Brasil como Piloto Mayor de la escuadra.

## Biografía

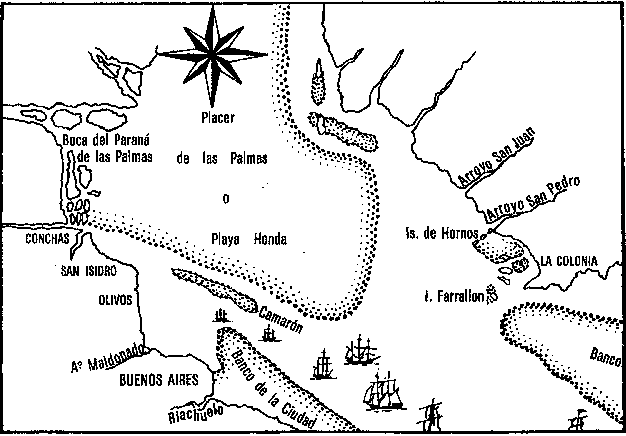
Mapa del Río de la Plata (Oyarvide).

Benito Aizpurúa nació en San Sebastián, España en 1774 pero desde muy joven se afincó en la ciudad de Buenos Aires, capital del Virreinato del Río de la Plata. 
Trabajó como piloto en los mercantes que unían el Río de la Plata con la metrópoli y para 1800 era primer piloto del bergantín El Tigre.
Adhirió a la revolución de mayo de 1810 y siguió en su oficio durante los siguientes años hasta convertirse en uno de los principales expertos del río, hasta el punto de ser el descubridor de un nuevo banco entre los conocidos como Ortiz y Chico, por lo que en 1826 el almirante Guillermo Brown, comandante de la flota argentina durante la guerra del Brasil, lo designó Piloto Mayor de la escuadra republicana.
Su actuación fue fundamental, dado que el conocimiento preciso del río era imprescindible para la exitosa estrategia defensiva de Brown quien ante su abrumadora inferioridad de recursos utilizó hábilmente la escasa profundidad del puerto y las dificultades de sus canales de acceso.
Aizpurúa había traducido sus conocimientos del río en cartas náuticas que fueron oportunamente adquiridos por el gobierno por recomendación de Brown. Esos planos fueron posteriormente recopilados en su Carta esférica del Río de la Plata, en la América del Sur, levantada por don Andrés Oyarbide; y corregida todo el interior del río desde el meridiano de Montevideo, en los años 1823, 24 y 25, por don Benito Aizpurúa, piloto de altura y práctico de dicho río.
Posteriormente, como práctico mayor y encargado de boyas, fue designado examinador de los prácticos dado que, según lo expresaba el comandante de marina, poseía "todos los conocimientos necesarios como facultativo del ramo" y que "no se excusaría esta clase de servicio, como que debe refluir en beneficio del bien público".
Murió el 11 de diciembre de 1833 en Buenos Aires. Una calle de la ciudad lleva su nombre.